# Neoraimondia herzogiana

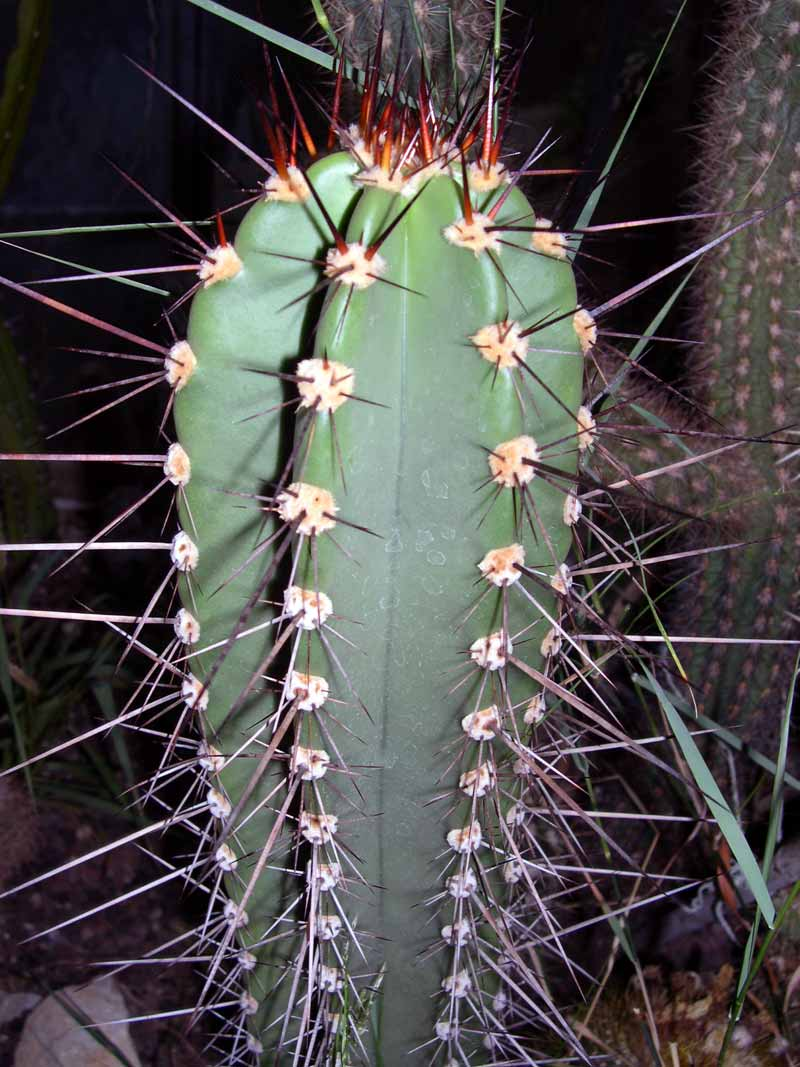
Neoraimondia herzogiana

Neoraimondia herzogiana – gatunek rośliny z rodziny kaktusowatych. Występuje w Boliwii.

## Pochodzenie nazwy
Nazwa rodzajowa Neoraimondia herzogiana pochodzi od nazwiska Antonio Raimondi, urodzonego we Włoszech peruwiańskiego geografa i naukowca.

## Zasięg występowania
Neoraimondia herzogiana występuje na wyżynach centralnej Boliwii, na wysokości od 800 do 2300 m n.p.m.. Zasiedla obszary suche.

## Morfologia
ŁodygaPień o wysokości do 10 a nawet 15 m i średnicy do 40-60 cm. 1,5–3 m powyżej ziemi tworzy 3–11 odgałęzień o średnicy 10–15 cm, nie rozgałęziających się już dalej. Należący do tego samego rodzaju Neoraimondia arequipensis rozgałęzia się tuż nad ziemią i nie posiada pnia. Pędy mają 6–7 żeber. Kaktus ten przypomina nieco pokrojem saguaro występujące w Arizonie.
LiścieCiernie wyrastające z areoli, tylko promieniste, środkowych brak. W dolnej części pnia są bardzo rozwinięte, u góry oraz na areolach wytwarzających kwiaty krótkie lub brak.
Areole kaktusów z rodzaju Neoraimondia wytwarzają nowe ciernie i kwiaty wielokrotnie, co roku. Jest to nietypowe dla rodziny kaktusowatych. Skupiska cierni stają się w ten sposób każdego roku coraz dłuższe. Areole są długie, podczas gdy u większości kaktusów drobne. U tego gatunku na 2–3 letnich areolach pnia wyrasta 10–15 cierni, na starych 15–25. Mają one długość od 2 do 18 cm.
KwiatyWyrastają z areoli wytwarzających kwiaty, 1–3 (zwykle 1) / areolę, długość 6–7 cm, okwiat różowy (łososiowy), dno kwiatowe pokryte licznymi areolami z cienkimi cierniami, liczne, ułożone spiralnie pręciki, słupek u nasady żółty, pod znamieniem różowy.
OwoceOwalne, o długości 5–6 cm, skórka różowa. Nasiona o długości 1,5 mm.

## Zastosowanie
Neoraimondia herzogiana jest rośliną doniczkową.
Owoce tego kaktusa mają smak podobny do ananasa i truskawki, są sprzedawane w Aiquile i Mizque w Boliwii.